# Paul Botten-Hansen

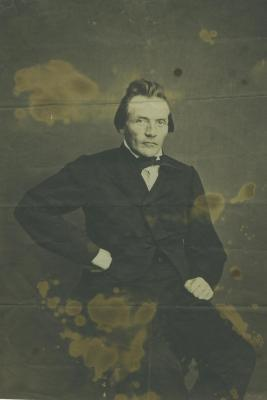
Paul Botten-Hansen

Paul Botten-Hansen (* 26. Dezember 1824 in Sel; † 7. Juli 1869 in Christiania) war ein norwegischer Literaturkritiker, Bibliograph und Bibliothekar.
Er war das außereheliche Kind des Wanderschullehrers Hans Paulsen (* 1802) und der Ragnhild Johannesdatter Botten (1802–1845) und wuchs bei deren Eltern auf. Am 27. Oktober 1861 heiratete er Johanne Evine Karine Elisabeth Sang (27. Februar 1833–1917), Tochter des Pfarrers in Romsdal Ole Christian Sang und seiner Frau Petronelle Elisabeth Kreutz.
Er starb mit 44 Jahren an einer Lungenkrankheit.

## Jugend
Mit fünfzehn Jahren kam er 1839 nach Lillehammer, wo er einige Kontorstätigkeiten ausführte und sich nebenbei auf das Examen artium vorbereitete und sich eine große Belesenheit erwarb. 1847 ging er nach Christiania und legte dort sein Examen artium ab und begann ein Studium. Daneben verdingte er sich als Hauslehrer in Valdres und unterrichtete an einer Privatschule in Christiania.

## Freundeskreis
Hier begegnete er bald dem Philologen und Lehrbuchautor Jakob Løkke und dem späteren Philologen und Lehrer Michael Birkeland. Sie gehörten zur Studentengeneration von 1848. Zur gleichen Generation gehörten der Jurist Ole Andreas Bachke, Sophus Bugge, der Theologe Erik Frederik Barth Horn und die von der Bergensschule stammenden Theologen Peter Blessing, Arnoldus Hille, Ole Holck und Ole Irgens, die eine enge Freundschaft untereinander pflegten. Außerdem war er mit Aasmund Olavsson Vinje und Henrik Ibsen befreundet. Anfang der 1850er Jahre bildete sich bei ihm ein Kreis junger Intellektueller, der unter dem Namen „Det lærde Holland“ bekannt geworden ist. Diese Gruppe befasste sich vorwiegend mit der zeitgenössischen Literatur in Norwegen, aber auch in Dänemark.

## Dramatiker
1851 erschien seine dramatische Dichtung Huldrebrylluppet (Dämonenhochzeit) in Andhrimner, einer von ihm, Ibsen und Vinje herausgegebenen politisch-satirischen Zeitung. Das Werk erfreute sich nur geringer Aufmerksamkeit, was ihn so sehr deprimierte, dass er keine weitere Dichtung in Angriff nehmen wollte, obgleich Freunde wie Ibsen ihn dazu ermunterten. Seine Aufgabe wurde es, fremde Dichtung zu kommentieren und nicht eigene zu produzieren.

## Journalist:Illustreret Nyhedsblad
Im Herbst 1851 wurde das Wochenblatt Illustreret Nyhedsblad nach dem Vorbild von London Illustrated News, L’Illustration und Illustrirte Zeitung von dem Polen Dzwonkowski gegründet, und Botten-Hansen war bis 1865 Chefredakteur. Das Blatt enthielt sich der Stellungnahmen zu politischen und persönlichen Streitigkeiten, vielmehr strebte es Einfachheit und Verständlichkeit auch bei wissenschaftlichen Themen an. Hauptthemengebiet waren das Vaterland, dessen Geschichte, Volk und Natur. In der ersten Nummer wurden Henrik Wergelands gesammelte Schriften und Peter Andreas Munchs Det norske Folks Historie besprochen, die beide gerade erschienen waren. Das Blatt wurde bald zur höchsten Autorität in Sachen Literatur. Viele wichtige Autoren schrieben oft ohne Honorar Beiträge für das Blatt. Viele der frühesten Arbeiten Løkkes und Daaes erschienen im Nyhetsbladet. Auch Oluf Rygh und Michael Birkeland begannen dort ihre literarische Laufbahn. Ibsen ließ seine Poesie aus der Zeit seines zweiten Aufenthalts in Christiania hier erscheinen. Um 1860 erschienen Beiträge von Henrik Jørgen Huitfeldt-Kaas. Botten-Hansens Bekanntschaft mit Erich Christian Werlauff führte zu vielen Beiträgen von diesem dänischen Gelehrten in seinem Blatt, das dadurch auch größere Aufmerksamkeit in Kopenhagen gewann. 1854 zog Botten-Hansen in das Haus Rådhusgata, damals Nr. 28 Ecke Kongens gate. Dzwonkowski zog 1854 nach Frankreich, und Botten-Hansen gelang es, von 1855 bis 1856 eine Interessengemeinschaft für die Herausgabe zu finden. Aber gleichwohl schien das Blatt nun einzugehen, obgleich es um die 1000 Abonnenten hatte. Trotzdem überstiegen die Kosten die Einnahmen. Aber Johan Sebastian Welhaven, Peter Christen Asbjørnsen, Marcus Jacob Monrad, Ole Jacob Broch, Munch und Wergelands Arzt Frederik Christian Schübler versprachen Unterstützung. Im Gegenzug bot Botten-Hansen einen größeren Raum in seiner Zeitung für Literarische Artikel an. Er bat die Verleger, ihm schnellsten ein Exemplar neuer Werke zur Ankündigung und Besprechung zuzuschicken, gegen Bezahlung, denn er fürchtete, dass man ihm sonst Abhängigkeit von den Verlagen unterstellen würde. Ab 1857 wurde das Blatt von H. J. Jensen verlegt. Ende 1861 übernahm Jonas Lie 3⁄4 des Blattes. Er legte großen Wert auf den ökonomischen Aspekt und setzte durch, dass keine politischen Artikel, abgesehen von farblosen Übersichtsartikeln, aufgenommen wurden, kein Wort über die Einführung der Jury im Strafprozess und den Konsulatskonflikt mit Schweden. Aber diese literarische Ausrichtung ging an den Interessen der Abonnenten vorbei. Diese wollten Neuigkeiten und Illustrationen haben. Im März 1864 trat Botten-Hansen von der Redaktion zurück, als er Universitäts-Bibliothekar geworden war. Veränderte Verhältnisse führten dazu, dass sich die zahlreichen mit Botten-Hansen befreundeten Autoren allmählich von dem Blatt zurückzogen. 1865 zeichnete er wieder für die Literaturseite verantwortlich, aber 1866 wurde das Erscheinen aus finanziellen Gründen eingestellt.

## Bibliothekar
1856 wurde er Assistent im Reichsarchiv und 1860 Gehilfe in der Universitätsbibliothek. 1864 wurde er Universitätsbibliothekar. Seine Haupttätigkeit als Bibliothekar bestand nun im Bibliografieren. Zusammen mit Sigw. Petersen gab er 1848–1865 das Norsk bokfortegnelse (Norwegisches Bücherverzeichnis) heraus. Für die Pariser Weltausstellung verfasste er das Handbuch La Norvège littéraire über die norwegische Literatur des 19. Jahrhunderts. Er war ein manischer Büchersammler und hatte die größte Privatbibliothek seiner Zeit im Lande.